# Spermatogeneza
Spermatogenéza je  proces zorenja semenčic oziroma spermijev - moških spolnih celic. Sestoji iz treh faz:
- spermatocitogeneze,
- mejotske delitve in
- spermiogeneze.

## Spermatocitogeneza
Pri sesalcih se spermatogeneza začne s spolno zrelostjo in traja do pozne starosti. Poteka vzdolž testisovega kanalčka, v katerem tik ob bazalni lamini leži plast spermatogonijev (s številom kromosomov 2n), ki se množično mitotično delijo. Med spolnimi celicami so tudi Sertolijeve celice, ki nastajajočim semenčicam dajejo oporo in jih prehranjujejo.
Nekatere od celic, ki so rezultat delitve spermatogonijev, preidejo v dobo rasti in se diferencirajo v primarne spermatocite, ki so precej večji od spermatogonijev. 

## Mejozna delitev
V primarnih spermatocitih se začne prva mejotična delitev.
S končano prvo mejotično delitvijo nastanejo sekundarni spermatociti, ki imajo že reducirano haploidno (n) število kromosomov, ki so sestavljeni iz dveh kromatid. Po končani drugi mejotični delitvi iz sekundarnih spermatocitov nastanejo spermatide, ki so haploidne, njihovi kromosomi so iz ene kromatide. Spermatide ležijo v bližini svetline testisovega kanalčka.

## Spermiogeneza
Iz spermatide se v procesu spermatohistogeneze (spermiogeneze) diferencira funkcionalni spermij. Zanj je značilno, da ima zelo malo citoplazme, biček, s katerim se aktivno premika in v svojem sprednjem delu ali glavici močno kondenzirano in običajno podaljšano jedro ter za spermij specifičen membranski organel akrosom. Akrosom nastane z združevanjem mešičkov, ki nastajajo v Golgijevem aparatu. Vsebuje hidrolitične encime (npr. hialuronidaza), ki so potrebni za prodiranje spermija skozi ovojnice jajčne celice med oploditvijo. Glavico in biček spermija povezuje vrat, nekoliko širši del, v katerem je mitohondrij, ki ovija začetni del aksoneme bička in zagotavlja ATP za njegovo gibanje.
V procesu spermatogeneze ostajajo celice po delitvah, tako po mitozi spermatogonijev kot po obeh mejotičnih delitvah, med seboj povezane s citoplazmatskimi mostički vse do končne diferenciacije v spermije. Njihova diferenciacija poteka pod vplivom diploidnega genoma. Šele zreli spermiji se ločijo med seboj in se sprostijo v svetlino testisovega kanalčka.